# Coccobius paolii
Coccobius paolii är en stekelart som först beskrevs av Mercet 1927.  Coccobius paolii ingår i släktet Coccobius och familjen växtlussteklar. Inga underarter finns listade i Catalogue of Life.